# Guilardo Martins Alves
Guilardo Martins Alves (Salvador, 7 de setembro de 1919 - Fortaleza, 9 de fevereiro de 2014) foi um médico brasileiro formado na Faculdade de Medicina da Bahia. Foi professor de Medicina na Universidade Federal da Paraíba (UFPB) e Capitão-Médico do Exército Brasileiro.
Em 1964, quando o Regime Militar decretou intervenção na UFPB, foi nomeado reitor. Após eleição do Conselho Universitário, foi reconduzido ao cargo de reitor, o qual ocupou de 1967 a 1971. Durante a gestão de Vinicius Fonseca frente à Fundação Oswaldo Cruz (Fiocruz), foi Vice-Presidente de Recursos Humanos. Foi indicado para sucedê-lo na Presidência da instituição (1979-1985).
Em 1982, foi condecorado com o grau de comendador da Ordem do Mérito Aeronáutico.
Seu filho Eduardo Jorge, também médico, foi deputado estadual e federal, em São Paulo, e candidato à Presidência da República na eleição presidencial de 2014.